# San Isidro (Honduras)
San Isidro es un municipio del departamento de Choluteca en la República de Honduras.

## Toponimia
Su nombre proviene de Isidro Labrador, santo de la Iglesia católica.

## Límites
| Orientación | Límite                                        |
| ----------- | --------------------------------------------- |
| Norte       | Municipio de Sabanagrande, Francisco Morazán  |
| Norte       | Municipio de Nueva Armenia, Francisco Morazán |
| Sur         | Municipio de Pespire, Choluteca               |
| Este        | Municipio de Soledad, El Paraíso              |
| Oeste       | Municipio de San Antonio de Flores, Choluteca |

## Historia
Era una aldea de Pespire; en la Alcaldía hay una certificación del título del origen de esa tierra, con el nombre de San Antonio del Caulote del 12 de julio de 1723.
Se cree que le dieron la categoría de municipio en 1876 por un documento en que consta que en esa fecha ya tenía Alcaldía.

## Demografía
San Isidro, Choluteca tiene una población actual de 3,876 habitantes. De la población total, el 54.4% son hombres y el 45.6% son mujeres. Casi el 100% de la población vive en la zona rural.

## División política
Aldeas: 4 (2013)
Caseríos: 45 (2013)
| Código | Aldea       |
| ------ | ----------- |
| 061301 | San Isidro  |
| 061302 | El Caulote  |
| 061303 | El Obrajito |
| 061304 | Sonit       |